# Jaume Plensa
 (juillet 2014).
Si vous disposez d'ouvrages ou d'articles de référence ou si vous connaissez des sites web de qualité traitant du thème abordé ici, merci de compléter l'article en donnant les références utiles à sa vérifiabilité et en les liant à la section « Notes et références ».
Jaume Plensa est un sculpteur et graveur contemporain espagnol de renommée internationale né en 1955 à Barcelone en Espagne.

## Biographie

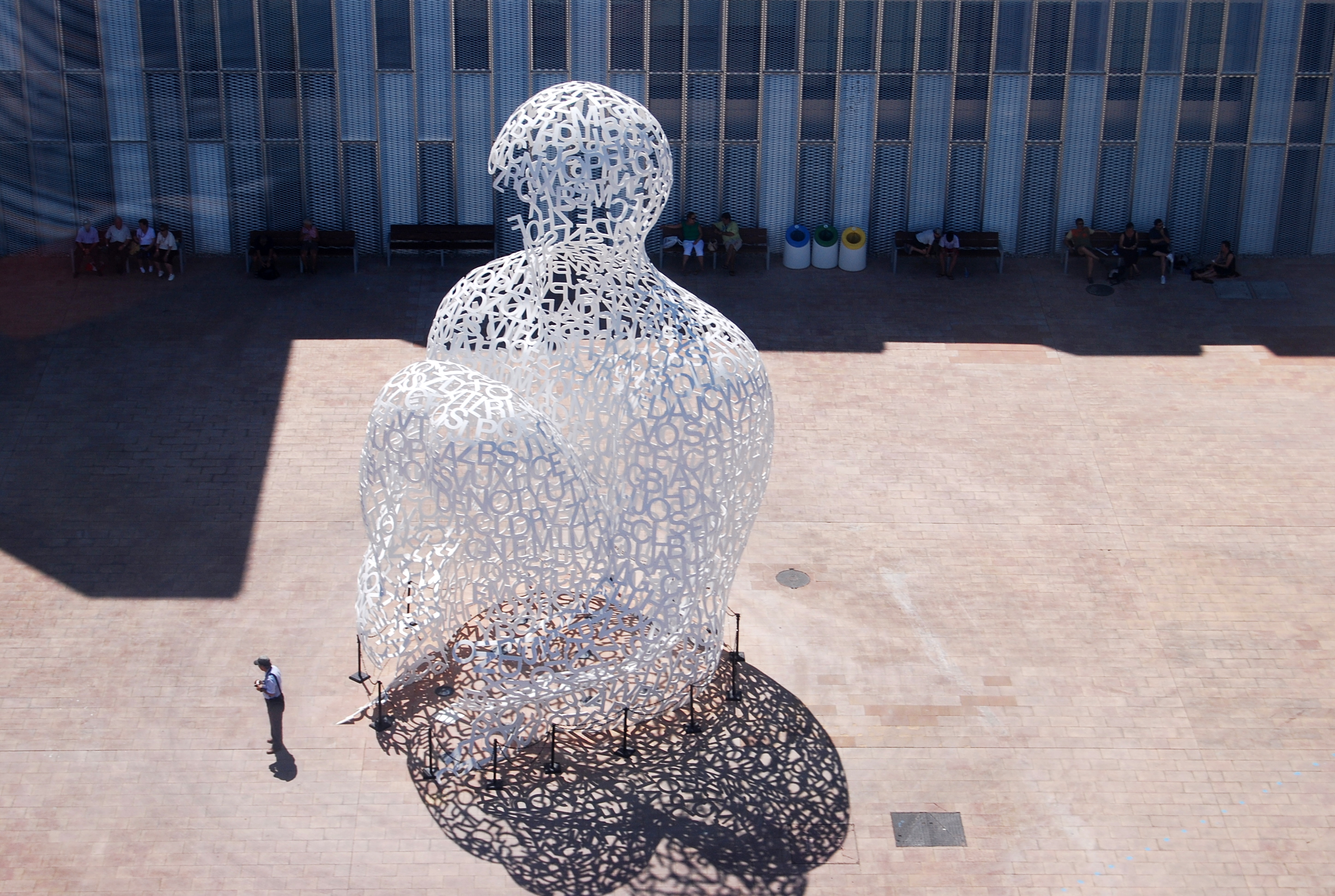
L'âme de l'Èbre, sculpture monumentale de Jaume Plensa à Saragosse.

Jaume Plensa est né le 23 août 1955 à Barcelone. Il y a fait ses études d'art à l'école de la Llotja, puis travaillé à la fondation Henry Moore et à l'atelier Calder à Saché.
Après une formation classique, travaillant le bronze, la fonte et le fer forgé, il incorpore dans ses travaux différents objets, dont des objets de récupération, avant de revenir par la suite à une technique bien plus classique.
Il abandonne ensuite la figuration pour travailler uniquement sur les formes et les volumes, et introduit des matériaux ou dispositifs technologiques, principalement afin d'ajouter de la lumière ou des oppositions entre la transparence et l'opacité.
Enfin, conservant cet acquis et ce savoir-faire, il abandonne l'abstraction et revient vers la figuration qu'il réintroduit peu à peu pour faire naître des jeux de sens avec les dispositifs lumineux qu'il a choisis.

## Œuvre du sculpteur et du statuaire

### À l'international
En 1982, il a construit un livre de verre. Un livre transparent pour éviter de perdre ce qu'on vient de lire en tournant la page. En superposant les pages transparentes, il est possible de les lire simultanément.
Durant l'année 2000, Plensa s'était intéressé à l'origine des facultés humaines. Il avait réussi à créer un lien entre les parties du corps et les forces de l'esprit en s'inspirant des théories phrénologiques du XVIIIe siècle. Il s'est plongé dans les travaux de l'anatomiste autrichien Franz Joseph Gall qui affirment que les différents sens et dispositions seraient en relation avec différentes parties du cerveau. Il a créé un corps-monde qui ressemble à une grande carte dans laquelle le corps s'étend sur les continents : Amérique et Océanie pour les pieds, Asie et Afrique pour la tête. Plensa y a appliqué son système de correspondances personnel : la générosité est liée au cœur, les sens de la conservation et de la reproduction dans les yeux, les sens de la découverte, de l'émotion et de l'abstraction dans le bras droit, les sens de transformations, de constatation, de la communauté dans la jambe gauche, le sens de la défense dans la bouche, le sens de l'ego dans la tête. Plensa imagine un homme idéal : jamais agressif, il se contente de se défendre en utilisant les mots car c'est un homme de paroles, sans frustration, il sait associer puissance et charisme soit un humain qui baigne dans un univers éthique. Il a créé un homme pour qui les mots sont sa matière, son guide et sur son corps est gravé l'univers.
En 2003, dans l'espace plongé dans la pénombre, 41 cymbales de bronze étaient accrochées au plafond avec des cordes rouges sur lesquelles sont gravées les vers de Blake issus de The marriage of Heaven and Hell. Les 78 vers étant de différentes longueurs, la taille et le poids des instruments est différente créant des tonalités variables. Des bassines de cuivre sont situées sous chaque cymbale. Des gouttes d'eau tombent du plafond à un rythme régulier.

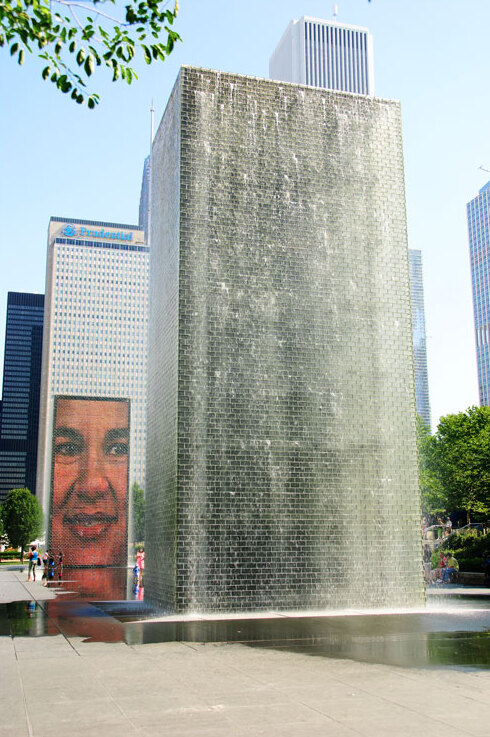
La Crown Fountain à Chicago

Inaugurée en juillet 2004, la Crown Fountain du Millennium Park à Chicago est l'une des œuvres les plus célèbres de Jaume Plensa. L'eau et le granit se mêlent aux clichés numériques de 1 000 visages d'habitants locaux qui apparaissent sur un écran Led dans une tour en verre de 15 mètres de haut. Il a reçu pour cette sculpture le prix Bombay Sahppire à Londres.
Jaume Plensa s'est représenté dans un Autoportrait de 2005 assis sur un tertre funéraire avec entre ses bras son arbre de vie calé entre ses genoux repliés et retenus par ses bras. Cette sculpture en aluminium est parsemée de lettres formant des mots précis. C'est comme s'il avait tatoué sur sa peau tous les auteurs qui avaient comptés pour lui : Blake, Canetti, Baudelaire, Dante, Goethe, Vicent Andrès Estellés ou William Carlos Williams. L'artiste a voulu suggérer que tout ce qui nous arrive nous marque physiquement. Les sculptures nous parlent d'elles-mêmes, les mots qu'elles portent sont écrits avec une encre invisible. Pour Doris Van Drathen, critique d'art, « dans la vision du monde de Plensa, sous ce premier texte inscrit sur nous par nos expériences et notre vécu, se trouve un second texte qui comme une structure cellulaire constitue notre être. Il y a un texte avant le tatouage et déchiffrer ce texte, c'est travailler à fonder son moi. Car il est plus facile de s'inventer que de se découvrir ». Comme un tatouage, tout ce que nous vivons s'imprime sur notre peau. Selon lui, les livres nous transforment intellectuellement et physiquement : ce que nous lisons devient une peau de mots, traverse nos flux, fabrique notre identité et change notre compréhension du monde. Pour Doris Van Drathen, « il crée un lien avec d'anciennes traditions : comme ce texte dans l'Apocalypse, qui présente le livre de vie comme le centre du paradis et l'assimile ce faisant à l'arbre de vie, un arbre dont les feuilles, comme les lettres du livre forment une totalité des êtres vivants. Une caractéristique de son approche tient au fait qu'il ne se contente pas de lire les auteurs qu'il a choisis, mais les entend comme des voix vivantes qui l'accompagnent. Pour percevoir ces voix, on a besoin d'un vide dans lequel puissent naître des idées, un dialogue, on a besoin d'un intervalle qui corresponde à une autre tension. »
Dans Three Graces (2005), Plensa a choisi d'inscrire sur leurs corps des passages des lettres adressées par Oscar Wilde au rédacteur en chef du Daily Chronicle en 1897 et 1898 pour révéler et dénoncer les conditions de détention des prisonniers anglais. Pour Doris Van Drathen, « les sculptures de Plensa révèlent, elles, les angoisses qui sont écrites sur la peau du cœur de la plupart des hommes mais dont un petit nombre seulement est conscient – le poids des frontières que nous imposons à nous-mêmes, un poids qui va de pair avec la douleur que font naître en nous les limites de l'existence humaine. Voilà pourquoi l'encre invisible a son sens ».
Avec Song of songs en 2005, il fixe les lettres sur des fils accrochés au plafond en plaçant ces derniers les uns à la suite des autres remplissant l'espace d'un interlude musical lié au cliquetis des lignes de lettres verticales. Ces colonnes de textes deviennent des êtres vivants qui projettent leurs ombres sur les visiteurs. Cette pluie de mots immerge le visiteur et rend incompréhensible le sens du message transposant le visiteur dans un espace séparant le non-dit et l'indicible.
Avec Scales en 2005, il utilise des plateaux de balance pour mieux faire comprendre l'expression peser ses mots. Des lettres sont réellement disposées dans chaque plateau de chaque balance. Il utilise les couples de concepts opposés ou avec des associations libres : Soul-Land, Desire-Dream, Silence-Heart. Un jeu s'établit entre le poids physique et le poids logique : le mot Darkness est plus léger que le mot Light, le mot Fire est plus lourd que le mot Water, le mot Earth est plus léger que le mot Air. En effet, plus la quantité de lettres découpées dans les plateaux de la balance est grande, plus les mots sont légers. Le monde de Plensa s'ouvre bien au-delà des lots en transgressant les lois de la gravité. Pour Doris Van Drathen, « au moment où il s'échappe à l'ordre, il le confirme – il confirme ce monde dont on dit qu'il vient des 10 Sephiroth, des nombres et des 22 lettres de l'alphabet qui ont été « dessinés, taillés, combinés, pesés, interchangés »selon un plan précis.
Pour les Jeux Olympiques de Turin en 2006, dans la région de Sestrière, il a collaboré avec l'architecte Norman Foster pour l'exposition The Snow Show en réalisant une œuvre de 27 mètres de diamètre intitulée Where are you ? Des inscriptions topographiques ont été creusées dans la glace et étaient constamment éclairées la nuit. Glace, neige et calligraphie sont les composants de cette poésie visuelle en suggérant la temporalité éphémère du texte.
Une autre de ses œuvres, Blake in Gateshead, est un faisceau laser qui, lors d'occasions spéciales brille haut dans le ciel nocturne de Gateshead au-dessus du Baltic Centre for Contemporary Art (en). À l'été 2007, il a participé à l'exposition d'art urbain de Chicago, Cool Globes: Hot Ideas for a Cooler Planet (en).
Cette même année, en 2007, il commence un projet dans lequel il travaille en étroite collaboration avec un groupe d'ex-mineurs à la création d'une nouvelle œuvre sur le site historique d'une ancienne mine de charbon près de Saint Helens (Merseyside), dans le cadre du projet Big Art, initié par Channel 4. Dévoilé au printemps 2009, Le Rêve (en) se compose d'une structure allongée d'un poids de 500 tonnes, sculptée sous la forme de la tête et du cou d'une jeune femme méditant les yeux fermés. La structure est recouverte de dolomite d'Espagne blanche, contrastant avec le charbon habituellement extrait.
Le 16 juin 2008, la sculpture Breathing (en) de Jaume Plensa est dédiée par le Secrétaire général de l'Organisation des Nations unies, Ban Ki-moon, à la mémoire des journalistes tués en mission. La sculpture d'acier et de verre se trouve au sommet de la nouvelle aile de la Broadcasting House à Londres. À 22 heures chaque soir, un faisceau de lumière est projeté à partir de la sculpture s'étendant sur 1 kilomètre dans le ciel pendant 30 minutes pour coïncider avec le programme BBC News at Ten (en).
Toujours en 2008, L'Âme de l'Èbre est créée pour l'Exposition internationale de Saragosse, dont le thème était « Eau et développement durable ». La sculpture mesure onze mètres de haut. Les lettres sculptées représentent les cellules du corps humain composé de plus de soixante pour cent d'eau. Ses lettres blanches et la structure creuse invitent à l'introspection et à la réflexion sur la relation entre les êtres humains et l'eau. L'œuvre est désormais la propriété de la ville d'Antibes. Son installation a été inaugurée le 15 mai 2010 par Frédéric Mitterrand.
En 2010, Jaume Plensa poursuit sa création d’œuvres monumentales avec Awilda, exposée à l'université de Salzbourg, Nomade et World Voices sculpture hydraulique et musicale de 196 cymbales, exposée dans le hall du Burj Khalifa à Dubaï. En 2011, Jaume Plensa inaugure Echo en place au Madison Square Park à New York.

### En France

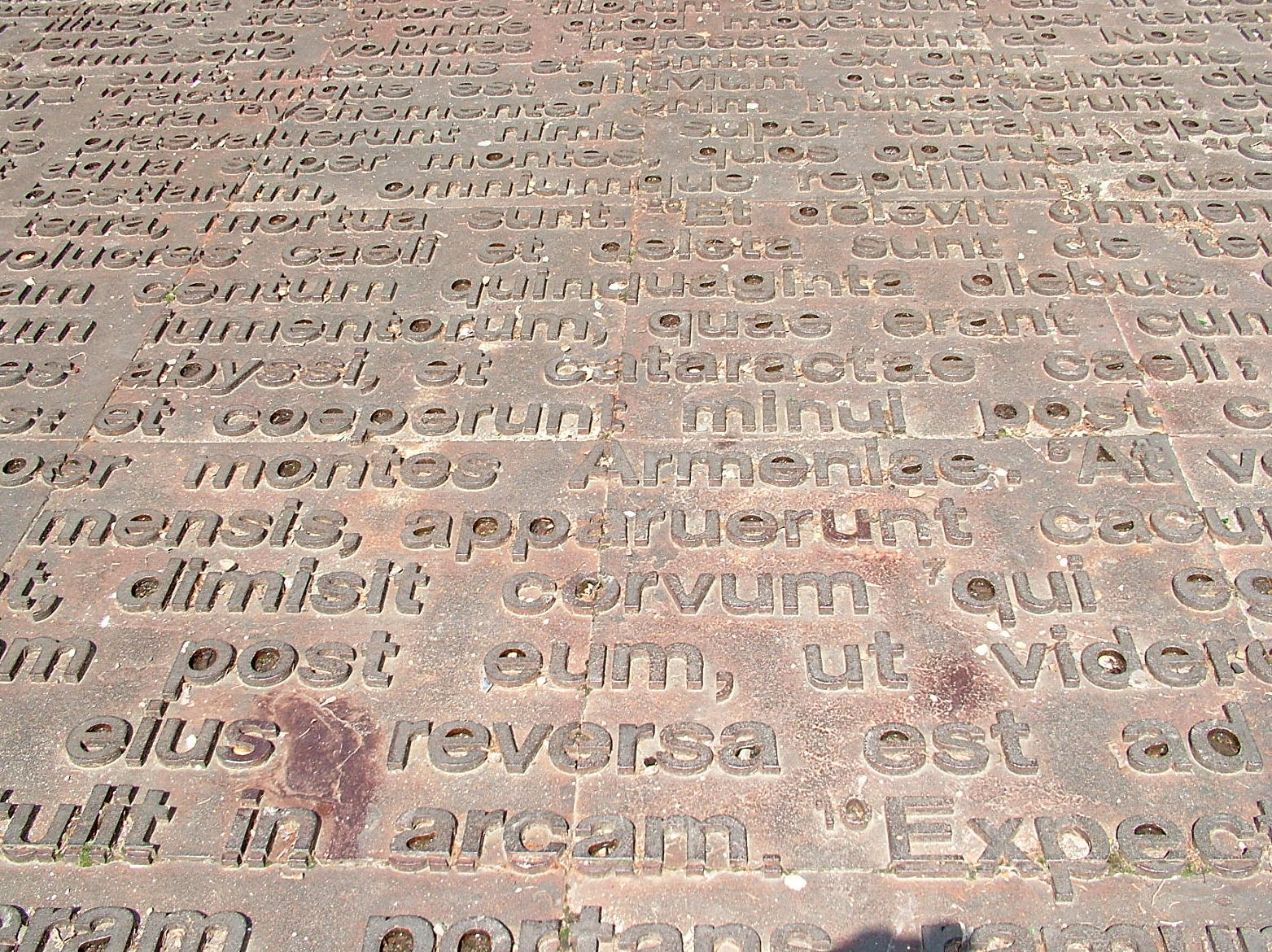
Inscription sur l'escalier monumental d'Auch.

En 1992, il réalise, en mémoire des victimes des inondations de 1977 en Gascogne, une œuvre en deux parties :
- L'Observatoire du temps, gigantesque plaque de fonte déposée sur le deuxième palier de l'escalier monumental de la ville d'Auch sur laquelle est gravé le récit biblique du Déluge. Surgissant du centre du texte, un puissant rayon lumineux scrute le ciel, comme pour en prévenir les caprices.
- L'Abri impossible, installé en regard sur l'autre rive. Ce sont quatre colonnes de fonte dressées comme les piles d'un pont serrées au point d'emprisonner les hommes dans le flot gonflé de la rivière.

Il réside à l'Atelier Calder à Saché de mars à août  1996,,.
En 2007, Jaume Plensa inaugure sur la place emblématique de Nice, la place Masséna, le long du parcours du nouveau tramway un groupe de sculptures intitulé Conversation à Nice. Il s'agit de sept personnages translucides assis ou accroupis à la manière des scribes de l'antiquité (et assimilés souvent à tort à des bouddhas) disposés sur des perches métalliques d'une dizaine de mètres de hauteur, et réalisés en résine blanche opaque qui s'illuminent la nuit et prennent alternativement, progressivement et de façon aléatoire les couleurs les unes des autres. En effet, les statues symbolisent les sept communautés des sept continents et les variations de la lumière cinétique leurs échanges réciproques, porteurs de richesse et de beauté.
Elles diffusent une lumière qui change lentement d'une couleur à une autre. Ces sculptures permettent une « conversation » avec les passants. Véritables sentinelles, elles sont aussi des points de repères pour les voyageurs situés dans le tramway. « Comme les phares sur la côte, les figures semblent veiller sur nous, nous protéger d'en haut. Sans perturber le vide de la place, elles nous invitent à lever les yeux et redécouvrir aussi le ciel de la ville » précise Jaume Plensa.
En 2007, Antibes avait accueilli Jaume Plensa dans le cadre d'une exposition temporaire organisée par le musée Picasso. La ville a acquis en 2010 la sculpture monumentale Le Nomade en acier inoxydable peint en blanc, de 8 mètres de hauteur installée sur la terrasse du bastion Saint Jaume telle une figure de proue. Le visiteur peut entrer facilement dans cette sculpture creuse d'un géant formé de lettres blanches en acier soudées les unes aux autres. Elle représente un humain assis, une jambe repliée et le visage tourné vers la mer.Son visage est ouvert avec deux hypothèses possibles : soit les lettres n'ont pas pu se développer ou sont en cours de développement soit elles ont subi une désintégration. Jaume Plensa ne délivre aucune réponse définitive. C'est une invitation à un voyage à l'intérieur de la sculpture faite de vide et de silence voire dans l'espace. La pièce se trouve sur une roche non taillée délimitant un fragment de terre voire un monde. Dans la mythologie et dans l'Antiquité, il était courant de vouer un culte aux roches dont on estimait qu'elles étaient capables de prédire l'avenir. Chez les Sémites et les Grecs, il est  souvent fait référence au fait que l'homme est né de la pierre. Dans Les métamorphoses, Ovide raconte que les titans Deucalion et Pyrrha ont fabriqué une nouvelle race humaine après le fort déluge provoqué par Jupiter pour punir les hommes : les yeux bandés, ils ont lancé des pierres non taillées loin derrière eux et elles se sont transformées sans qu'ils s'en rendent compte en hommes et en femmes.
Du 27 juin au 6 octobre 2013, il expose 11 pièces monumentales dans la ville de Bordeaux Ces sculptures en fonte, en bois ou en maillage d'acier situées dans les espaces publics de Bordeaux bénéficient d'un système d'éclairage situé à l'intérieur qui les rend visibles en permanence. Quatre sculptures ont été spécialement créées pour Bordeaux : Paula, Sanna et RuiRui qui sont trois figures féminines d'une hauteur de 7 mètres et la Sphère qui est une figure enveloppée dans une mappemonde constituée d'éléments de langage universels. L'enthousiasme du public bordelais a incité Jean-Claude Meymerit, responsable de la mise en scène au théâtre Poquelin de Bordeaux à lancer une souscription pour l'acquisition d'une de ses sculptures intitulée Sanna située Place de la comédie. Cette idée a été reprise par le Maire de Bordeaux, Alain Juppé. Cette sculpture a d'ailleurs été conservée 6 mois supplémentaire au-delà de la date d'échéance de l'exposition. Le lancement de la souscription publique  a débuté le 22 octobre 2013 et se termine le 1er juin 2014. La ville est censée régler la différence entre le montant de la souscription récoltée et le prix de l'œuvre qui est évalué entre 400 000 euros et 500 000 euros. Venise et Antibes ont antérieurement donné l'exemple en achetant une de ses œuvres après une exposition temporaire. Finalement, les fonds récoltés par la souscription étant insuffisant, la ville ne peut pas acheter la statue. Elle est acquise par le propriétaire anonyme laisse exposer l'oeuvre au regard des Bordelais jusqu'en mars 2027.

## Un artiste polyvalent
Il a entrepris de nombreuses collaborations avec l'Opéra Garnier. En 2007, il confectionne les costumes et crée les décors pour Le Château de Barbebleue de Béla Bartok et le Journal d'un disparu de Leoš Janáček. En 2003, il réalise les décors et les costumes de La Flûte enchantée de Mozart pour l'Opéra-Bastille et le théâtre Real de Madrid. Il fait aussi les décors pour Les murs de la solitude de Tahar Ben Jelloun pour le théâtre Metastasio-Fabbricone en Italie. En 1999, il crée les décors et costumes pour La damnation de Faust d'Hector Berlioz à Salzbourg en Autriche et pour le Bochum en Allemagne. En 1997, il fabrique les décors et les  costumes pour Le martyre de Saint Sébastien de Claude Debussy pour le Théâtre de l'Opéra de Rome. En 1996, il intervient pour les décors et costumes de L'Atlantide de Manuel de Falla mis en scène au Festival de Grenade.
Pour l'exposition « L'âme des mots » à Antibes en 2010, 91 dessins réalisés entre 1998 et 2009 sont présentés. Il emploie pour le dessin des techniques mixtes, n'hésitant pas à manier simultanément le crayon, la photo, les peintures aérosols, le cirage et à créer des effets de relief. Certains dessins ont des dimensions hors du commun jusqu'à deux mètres de hauteur et 6 mètres de large. Quand il trace sur le papier, l'artiste se révèle plus un écrivain qu'un dessinateur car il écrit plus qu'il ne dessine. C'est sur ce rapport entre ce qui est écrit et ce qui est représenté que souhaite faire réfléchir l'artiste. Par exemple, il prend une photographie en noir et blanc souvent un visage, il l'étire quelquefois et le couvre en partie de coulures sombres sur lesquelles il inscrit des lettres en capitales.
La série Face de 2008 est réalisée à partir visages de tous les coins du monde en les reliant aux articles essentiels de la Déclaration des Droits de l'Homme. Un seul mot peut être inscrit sur une bouche ou sur un front. Une citation de Shakespeare est marquée sur un agrandissement d'une photo érotique trouvée dans la rue au Japon.

## Thématique et technique de l'artiste
Artiste nomade, il envisage l'œuvre d'art comme « un lien au sein d'une communauté, d'un groupe de personnes ». Selon lui, « une œuvre d'art n'a rien de statique ». Il a exposé à Düsseldorf, Jérusalem (Bridge f light 1998), Chicago, Houston, ou Saragosse, Londres.
Aujourd'hui, ses thèmes de prédilection sont la représentation de la diversité de la figure humaine et les langages qui lient les hommes entre eux. Au fond, ce qui intéresse Plensa c'est le rapport entre le mot et le corps humain. La loi ne précise-t-elle pas qu'un rouleau de Thora abîmé par le feu doit être incinéré dans le cimetière communal avec toutes les cérémonies habituelles. L'une des idées fixes de Plensa est d'envisager la langue non seulement comme le moyen de communiquer un sens mais aussi comme l'enveloppe de la matière, de l'énergie et de l'être.
La langue n'a plus pour fonction de délivrer un message intellectuel mais elle est simplement utilisée comme un amoncellement de lettres. Ces lettres non liées sont libres de forme, de sens et ne fixent rien encore. Jaume Plensa affirme qu' « un texte est un territoire ». Ce point zéro au niveau de la linguistique permet d'entrevoir une multitude de possibilités. Ce matériau de lettres peut être assimilé à un organisme cellulaire en pleine croissance. Véritable être vivant, il gagne du terrain dans l'espace et y projette son ombre. C'est comme si cette énergie linguistique avait créé un homme. Un des thèmes de prédilection de Jaume Plensa est d'ailleurs l'existence de l'âme.
Sa matière première n'est pas celle d'un sculpteur traditionnel. À la pierre ou au bronze, il préfère employer le verre, la résine, l'albâtre, la lumière, le son, l'eau, l'image numérique et le langage.
Pour Jaume Plensa, « la sculpture ignore la fiction. Elle n'est pas affaire de matériaux mais d'émotion. Elle n'est pas affaire de volume ou d'espace, mais de temps. »

## Principales expositions personnelles
- 2023 
  - La Part du Sacré : Mons, Belgique
- 2022
  - Noir & Blanc, Galerie Lelong & Co., Paris, France
  - Jaume Plensa. Poesia del silencio, Fundacion Bancaja, Valence, Espagne
  - Jaume Plensa, Château Sainte-Roseline, Les Arcs-sur-Argens, France
  - Chaque visage est un lieu, Musée d'art moderne de Céret, Céret, France
  - Dessins, Musée Picasso, Antibes, France
  - In small places, close to home, Yorkshire Sculpture Park Chapel and The Weston Gallery, Wakefield, Royaume-Uni

- 2021
  - NEST, Galerie Lelong & Co., New York, États-Unis
  - Slowness, Galleri Andersson / Sandström, Stockholm, Suède
- 2020
  - La llarga nit, Galeria Senda, Barcelone, Espagne
- 2019
  - Estampes, Galerie Lelong, Paris, France [9]
  - Jaume Plensa, Ciutat de les Arts i les Ciències, Valence, Espagne
  - Jaume Plensa, Galerie Pilar Serra, Madrid, Espagne
  - Obra Gràfica, Abadia de Montserrat, Barcelone, Espagne
  - Talking Continents, Arthur Ross Gallery at the University of Pennsylvania, Philadelphie, États-Unis
  - Talking Continents, Jepson Center for the Arts, Savannah, États-Unis
  - Jaume Plensa, Moscow Museum of Modern Art, Moscou, Russie
- 2017
  - Nocturne, Galerie Lelong, Paris, France
  - YSP40, Yorkshire Sculpture Park, West Bretton, Angleterre
  - Glasstress, Palazzo Franchetti San Marco, Venise, Italie
  - Silence, Galerie Lelong, New York, États-Unis
  - Musée d'art moderne et contemporain de Saint-Étienne, France
- 2016
  - La Forêt blanche, Galerie Lelong, Paris, France
  - The inner Sight Max Ernst Museum, Brühl, Allemagne
- 2015 
  - Mons (Le Rœulx), Belgique. Mariana et Nuria
  - Musée d'art moderne, Céret, Pyrénées-Orientales, France, du 27 juin au 15 novembre
- 2014 :
  -  Una trayectoria. Premio Nacional de Arte Grafico 2013, Académie royale des beaux-arts de San Fernando, Madrid, Espagne
  -  Private Dreams, Richard Gray Gallery, Chicago, États-Unis, 2014
  -  The secret heart/Das Geheimherz, Schaezlerpalais, Augsbourg, Allemagne, 2014
  -  1004 portraits, Millenium Park, Chicago, États-Unis, 2011
- 2013 :
  - Talking Continents, Galerie Lelong New York, États-Unis
  - Jaume Plensa, Bordeaux, France
  - Jaume Plensa. Editions 2012-2013, Galerie Lelong, Paris, France
- 2012 :
  - Galerie Lelong, Paris, France
  - Yorkshire Sculpture Park, Wakefield, Royaume-Uni
  - In The Midst Of Dreams, EMMA, Helsinki, Finlande
  - Eight Poets In Bamberg, Bamberg, Allemagne
  - Umedalen Skulptur, Umea, Suède
  - Jaume Pensa, Le Jardin des mots[10], musée du dessin et de l'estampe originale de Gravelines, France
  - Silhouettes, Galerie Lelong, Paris, France
- 2011 :
  - Madison Square Park, New York, États-Unis
  - Galerie Lelong, New-York, États-Unis
  - AnoNYmous, Galerie Lelong, New York, États-Unis
- 2010 :
  - Les alphabets de l'âme, Galerie Lelong, Paris, France
  - The Heart of Trees, Nasher Museum of Art Duke University, Durham, États-Unis
  - Cantique des cantiques, Galerie Alice Pauli, Lausanne, Suisse
  - Around Shadows, Galerie Scheffel, Bad Homburg, Allemagne
  - L'Ame des Mots, Musée Picasso, Antibes, France
  - Obra sobre papel, Galeria Estiarte, Madrid, Espagne
  - Genus and Species, Nasher Sculpture Center, Dallas, États-Unis
- 2009 :
  - In the Midst of Dreams, Galerie Lelong, New York, États-Unis
  - Jerusalem, Espacio Cultural El Tanque, Tenerife, Espagne
  - Triptych, Mario Mauroner Contemporary Art, Vienne, Autriche
  - Jaume Plensa, Galeria Toni Tàpies, Barcelone, Espagne
  - Slumberland, Galerie Lelong, Paris, France
  - Silent Music, Diehl + Gallery One, Moscou, Russie
- 2008 :
  - Jaume Plensa, Mimmo Scognamiglio Artecontemporanea, Milan, Italie
  - Jaume Plensa, Centro de Arte Caja de Burgos, Burgos, Espagne
  - Jaume Plensa, Frederik Meijer Gardens and Sculpture Park, Grand Rapids, Michigan, États-Unis
  - Jaume Plensa, Evangeliche Stadtkirche, Darmstadt, Allemagne
  - Save our Souls, Albion Gallery, Londres, Royaume-Uni
- 2007 :
  - Jaume Plensa, MAMAC, Nice, France
  - Jaume Plensa, IVAM—Institut Valencià d’Art Moderne, Valence, Espagne
  - Nomade, Bastion Saint-Jaume–Quai Rambaud, organisé par le Musée Picasso, Antibes, France
  - Ocean Drive, Art Basel–Miami Beach, organisé par Richard Gray Gallery, Chicago et Galerie Lelong, New York, États-Unis
  - Silent Voices, Museum at Tamada Projects, Tokyo, Japon
  - Jaume Plensa Shakespeare, Fundación Círculo de Lectores, Barcelone, Espagne
  - Sinónimos, Círculo de Bellas Artes, Madrid, Espagne
- 2006 :
  - Une âme, deux corps... trois ombres, Galerie Lelong, Paris, France
  - I in his eyes as one that found peace, Richard Gray Gallery, Chicago–New York, États-Unis
  - Jerusalem, Museu d’Art Modern i Contemporani Es Baluard, L’Aljub, Palma de Mallorca, Espagne
  - Canetti’s Dream, Mario Mauroner Contemporary Art, Vienne, Autriche
  - Songs and Shadows, Galerie Lelong, New York, États-Unis
  - Jaume Plensa, Livres, estampes et multiples sur papier 1978–2006, Centre de la Gravure La Louvière, La Louvière, France / Fundació Pilar i Joan Miró, Palma de Mallorca, Espagne
- 2005 :
  - Jaume Plensa, CAC Málaga, Centro de Arte Contemporaneo, Málaga, Espagne
  - Song of Songs, Albion Gallery, Londres, Royaume-Uni
  - Glückauf?, Lehmbruck Museum, Duisburg, Allemagne
  - Jaume Plensa, ópera, teatro y amigos, Museo Colecciones ICO, Madrid, Espagne
- 2004 :
  - Anònim, Galeria Toni Tàpies, Barcelone, Espagne
  - Jaume Plensa, Galleria Gentili–Villa il Tasso, Montecatini, Italie
  - Jaume Plensa, Livres, estampes et multiples sur papier 1978–2003, Musée des Beaux Arts, Caen, France / Fundación César Manrique, Lanzarote, Espagne
  - Il suono del sangue parla la stessa lingua, VOLUME!, Rome, Italie
  - Fiumi e cenere, Palazzo delle Papesse, Sienne, Italie
  - Silent Noise, The Arts Club of Chicago, Chicago, États-Unis / Contemporary Arts Center, New Orleans, États-Unis / University Gallery—Fine Arts Center UMASS, Amherst, États-Unis
- 2003 :
  - Crystal Rain, Galerie Lelong, Paris, France
  - Jaume Plensa, Galerie Academia, Salzbourg, Autriche
  - Who? Why?, Galerie Lelong, New York, États-Unis
  - Hot? Sex?, Universidad de Sevilla, Séville, Espagne
- 2002 :
  - Wispern, Església de Sant Domingo, Pollença, Mallorca, Espagne
  - Rumor, Centro Cultural de España, Mexico, Mexique
  - B.OPEN, Jaume Plensa, The Baltic Centre for Contemporary Art, Gateshead, Royaume-Uni
  - Jaume Plensa, Fondation européenne pour la sculpture, Parc Tournay–Solvay, Bruxelles, Belgique
  - Primary Thoughts, Galería Helga de Alvear, Madrid, Espagne
- 2001 :
  - Europa, Galeria Toni Tàpies, Barcelone, Espagne
  - Close Up, Mestna Galerija, Ljubljana, Slovénie
  - Logbook, Galerie Diehl–Vorderwuelbecke, Berlin, Allemagne
- 2000 :
  - Twin Shadows, Galerie Lelong –Richard Gray Gallery, New York, États-Unis
  - Jaume Plensa, Proverbs of hell, Mario Mauroner Contemporary Art, Salzbourg, Autriche
  - Jaume Plensa 360º, Museo Municipal de Málaga, Málaga, Espagne
  - Chaos–Saliva, Palacio de Velázquez–Museo Nacional Centro de Arte Reina Sofía, Madrid, Espagne
- 1999 : 
  - Komm mit, komm mit!, Rupertinum Museum, Salzbourg, Autriche
  - Etwas von mir, Kunsthalle zu Kiel, Kiel, Allemagne
  - Tamada Projects Corporation, Tokyo, Japon
  - Bruit, Galerie Daniel Templon, Paris, France
  - Whisper, Richard Gray Gallery, Chicago, États-Unis
  - Galería Toni Tàpies – Edicions T, Barcelone, Espagne
  - Wanderers Nachtlied, Museum Moderner Kunst Stiftung Ludwig, palais Liechtenstein, Vienne, Autriche
  - Love Sounds, Kestner Gesellschaft, Hanovre, Allemagne
- 1998 :
  - Galleria d’Arte Moderna e Contemporanea – Palazzo Forti, Verone, Italie
  - Dallas?...Caracas?, Fundación Museo Jacobo Borges, Caracas, Venezuela / The MAC–The Mckinney, États-Unis
  - Avenue Contemporary Art, Dallas, États-Unis
  - Golden Sigh, Galerie Alice Pauli, Lausanne, Suisse
  - Galerie Pièce Unique, Paris, France
  - Water, Fonds régional d’art contemporain de Picardie, Amiens, France
- 1997 :
  - Galerie Nationale du Jeu de Paume, Paris, France
  - Wie ein Hauch, Galerie Volker Diehl, Berlin, Allemagne
  - Städtische Kunsthalle Mannheim, Mannheim, Allemagne
  - Malmö Konsthall, Malmö, Suède
  - Rumore, Fattoria di Celle, Santomato di Pistoia, Italie
- 1996 :
  - Fundació Joan Miró, Barcelone, Espagne
  - Blake in Gateshead, Baltic Flour Mills, Gateshead, Royaume-Uni
  - Close Up, Office in Tel Aviv, Tel Aviv, Israël
  - Islands, Richard Gray Gallery, Chicago, États-Unis
  - Centre de Cultura Sa Nostra, Palma de Mallorca, Espagne
- 1995 :
  - Wonderland, Galerie Daniel Templon, Paris, France
  - One thought fills immensity, Städtische Galerie, Göppingen, Allemagne
- 1994 :
  - Jaume Plensa, Un Sculpteur, une Ville, Valence, France
  - Calligrafies, Edicions T Galeria d’Art, Barcelone, Espagne
  - Galleria Civica di Modena, Modena, Italie
  - The Personal Miraculous Fountain, The Henry Moore Studio at Dean Clough, Halifax, États-Unis
- 1993 :
  - Galerie Volker Diehl, Berlin, Allemagne
  - Mémoires Jumelles, Galerie Alice Pauli, Lausanne, Suisse / Galerie de France, Paris, France
- 1992 :
  - Royal Scottish Academy, Edinbourg, Royaume-Uni
  - Galería Carles Taché, Barcelone, Espagne
  - Galleria Gentili, Florence, Italie
- 1991 :
  -  P.S. Gallery, Tokyo, Japon
  - Monocroms, Galería B.A.T., Madrid, Espagne
  - Galerie Eric Franck, Genève, Suisse
- 1990 :
  - Dibuixos, Galeria Carles Taché, Barcelone, Espagne
  - Église de Courmerlois–Silo Art Contemporain, Reims–Val-de-Vesle, France
  - Galerie de France, Paris, France
- 1989 :
  - The Sharpe Gallery, New York, États-Unis
  - Galerie Philippe Guimiot, Bruxelles, Belgique
  - Galería Carles Taché, Barcelone, Espagne
- 1988 :
  - The Sharpe Gallery, New York, États-Unis
  - Galerie Folker Skulima, Berlin, Allemagne
  - Musée d’Art Contemporain, Lyon, France
  - Galería Rita García, Valence, Espagne
- 1987 :
  - Galerie Philippe Guimiot, Bruxelles, Belgique
  - Halle Sud, Genève, Suisse
- 1986 : Galería Maeght, Barcelone, Espagne
- 1985 :
  - Galería Juana de Aizpuru, Madrid, Espagne
  - Galerie Lola Gassin, Nice, France
- 1984 :
  - Galerie Axe Actuel, Toulouse, France
  - Galerie Folker Skulima, Berlin, Allemagne
- 1983 : Galería Ignacio de Lassaletta, Barcelone, Espagne
- 1982 : Llibre de vidre, Galería Eude, Barcelone, Espagne
- 1981 : Tres noms nous, Galería 13, Barcelonen, Espagne
- 1980 : Fundació Joan Miró, Barcelone, Espagne

## Récompenses
- 1993 : chevalier des Arts et Lettres (ministère français de la Culture).
- 1996 : prix de la Fondation Calder
- 1997 : prix national des Arts (Gouvernement de Catalogne).
- 2005 :  nommé Doctor Honoris Causapar l'Art Institute de Chicago
- 2012 : Creu de Sant Jordi [11]
- 2012 : Prix national d'arts plastiques (Espagne)[12]
- 2013 : Prix Velázquez d'arts plastiques[13]
- 2021 :
  - Prix du Catalan de l'année[14]
  - Médaille d'or du mérite des beaux-arts remise par le ministère de l'Éducation, de la Culture et des Sports espagnol[15].